# Nightcrawler – Jede Nacht hat ihren Preis
Nightcrawler – Jede Nacht hat ihren Preis (Originaltitel: Nightcrawler) ist ein US-amerikanischer Krimi-Thriller aus dem Jahr 2014. Das Regiedebüt von Dan Gilroy, der auch das Drehbuch schrieb, handelt von einem jungen Mann, der sich in Los Angeles als freier Journalist auf die Suche nach sensationellen Bildern von Unfällen und Verbrechen macht. In den Hauptrollen sind Jake Gyllenhaal, Rene Russo, Riz Ahmed und Bill Paxton zu sehen. Premiere hatte der Film am 5. September 2014 beim Toronto International Film Festival. Der deutsche Kinostart war am 13. November 2014.

## Handlung
Der Kleinkriminelle Louis Bloom sieht in Los Angeles eines Nachts zufällig, wie zwei Kameramänner, sogenannte Nightcrawler, Einsatzkräfte dabei filmen, wie sie dem Opfer eines Autounfalles helfen. Er versucht, deren Mitarbeiter zu werden, was einer der beiden aber ablehnt. Daraufhin besorgt sich Louis eine Kamera und einen Funkscanner, um den Polizeifunk abhören zu können.
Louis beginnt, den Nachrichtensender KWLA 6, bei dem die Redakteurin Nina das Sagen hat, mit Bildmaterial von Unfällen und Gewalttaten zu beliefern, und etabliert sich langsam als besonders rücksichtsloser und findiger Kameramann. Nina erkennt und fördert sein Talent. Als Praktikanten heuert er den leichtgläubigen Rick an, der ihn, den Fahrer, durch die Straßen von Los Angeles navigieren soll. Louis drückt sich stets höflich aus, verliert nie die Kontrolle und zeigt nie schlechtes Benehmen, trägt aber klar psychopathische Züge. Er sabotiert den Van seines Konkurrenten Joe Loder und filmt diesen, nachdem er durch einen Unfall schwer verletzt wurde. Mehrere Handlungsdetails werden nur angedeutet. So bleibt unklar, ob Louis zu Beginn des Films einen Wachmann umbrachte oder nur verletzte, und wie die teils erpresste, teils freiwillige sexuelle Beziehung zwischen ihm und der doppelt so alten Journalistin Nina aussieht.
In einer Nacht gelingt es Louis, lange vor der Polizei am Tatort eines dreifachen Raubmordes zu sein. Er filmt zuerst die flüchtenden Täter, geht dann in das Haus, filmt die blutüberströmten Leichen und ist mit Rick schon wieder weg, bevor die Polizei eintrifft. Das Material übergibt er an Nina und später auch an die Polizei, hält dabei aber die Aufnahmen der Täter zurück. Von Nina fordert er kaltblütig mehr Geld, Nennung seiner Firma als Quelle, Kontakte im Sender und sogar eine sexuelle Beziehung. Mithilfe des Kennzeichens des Fluchtwagens ermittelt Louis den Wohnort eines der Mörder und wartet dort mit Rick auf ihn. Um wieder spektakuläre Bilder zu erhalten, will er die Festnahme der Mörder in einer belebteren Gegend filmen und folgt ihnen daher bis zu einem Restaurant, ehe er die Polizei anruft. Als diese eintrifft, kommt es zu einem Schusswechsel, bei dem einer der beiden Täter mit dem Wagen entkommen kann. Louis und Rick verfolgen direkt hinter der Polizei den flüchtenden Mörder. Die Verfolgungsjagd endet, als sowohl der Fluchtwagen als auch der Polizeiwagen in einen schweren Unfall verwickelt werden.
Da Rick, dem die Illegalität ihres Vorgehens bewusst ist, versucht hatte, eine deutliche Erhöhung seines Gehalts von Louis zu erpressen, lässt ihn dieser eine Nahaufnahme des verunglückten Mörders in seinem Wagen machen, wohl wissend, dass dieser noch lebt. Der Mörder erschießt Rick und befreit sich aus dem Wrack. Den aus einigen Metern Entfernung filmenden Louis ignoriert er nach kurzem Blickkontakt und humpelt mit der Waffe in der Hand den nun eintreffenden Streifenwagen entgegen. Er wird nach kurzer Warnung erschossen. Louis filmt alles, übergibt das Material an Nina und spricht freiwillig mit der Polizei. Diese kann aber nicht beweisen, dass er vorsätzlich Informationen zurückgehalten hat.
In der letzten Szene hält Louis drei neuen Praktikanten eine kurze Ansprache, ehe das nun vierköpfige Team mit zwei Vans zur nächtlichen Arbeit aufbricht.

## Synchronisation
Die deutsche Synchronisation entstand nach einem Synchronbuch von Tobias Neumann und der Dialogregie von Antonia Ganz im Auftrag der Interopa Film, Berlin.
| Rolle       | Darsteller      | Sprecher                  |
| ----------- | --------------- | ------------------------- |
| Louis Bloom | Jake Gyllenhaal | Marius Clarén             |
| Nina Romina | Rene Russo      | Traudel Haas              |
| Rick        | Riz Ahmed       | Constantin von Jascheroff |
| Joe Loder   | Bill Paxton     | Torsten Michaelis         |
| Linda       | Ann Cusack      | Silke Matthias            |
| Frank Kruse | Kevin Rahm      | Viktor Neumann            |
| Jackie      | Kathleen York   | Dana Friedrich            |
| Kameramann  | Eric Lange      | Olaf Reichmann            |

## Rezeption

### Kritik
Der Film erhielt überwiegend positive Kritiken. Bei Metacritic erhielt Nightcrawler einen Metascore von 76/100 basierend auf 45 Rezensionen, bei Rotten Tomatoes waren 95 Prozent der 280 Rezensionen positiv. Zusammenfassend schreibt man dort, der Film biete „durch seine unruhige und visuelle Eleganz“ gepaart mit der „geschmeidigen Darbietung von Jake Gyllenhaal einen düsteren, zum Nachdenken anregenden Nervenkitzel“.
Begeistert zeigte sich Jörg Buttgereit von epd Film. Nightcrawler sei „eine Aufforderung an den Zuschauer zur Selbstreflexion über die eigene Schaulust“, ein Regiedebüt, das „wie ein Konglomerat aus Oliver Stones wilder Medienanklage Natural Born Killers und David Cronenbergs »auto-erotischem« Crash“ wirke. Vieles scheine „zynisch überhöht“, sei „aber bei näherer Betrachtung kaum übertrieben“. Letztendlich erzähle „der Film eine klassisch amerikanische Erfolgsstory […] mit einem erschreckend realen bitteren Beigeschmack“.
Filmkritiker Wolfgang M. Schmitt interpretiert Nightcrawler als eine der schärfsten Kapitalismuskritiken des modernen US-Kinos. Im Mittelpunkt stehe mit Lou Bloom kein bloßer Psychopath, sondern eine Personifikation neoliberaler Ideologie. Seine Sprache sei durchdrungen von Begriffen aus Coaching-Rhetorik und Management-Literatur, sein Handeln folge rein ökonomischen Prinzipien. Bloom agiere als Unternehmer, dessen Geschäftsmodell – das Filmen und Verkaufen von Gewaltbildern – sich nahtlos in die Logik eines auf Einschaltquoten fixierten Mediensystems einfüge. Dabei kritisiere der Film nicht nur sensationsgierige Medien, sondern auch die strukturellen Zwänge eines durchökonomisierten Systems, in dem sowohl Produzenten als auch Zuschauer verstrickt seien.
Lous sozialer Aufstieg werde als Resultat seiner Skrupellosigkeit inszeniert; persönliche Beziehungen erscheinen als Transaktionen im Sinne von Angebot und Nachfrage. Der Film suggeriere, dass im Kapitalismus der Aufstieg untrennbar mit Ausbeutung verbunden sei. Schmitt sieht zudem filmhistorische Bezüge zu Alfred Hitchcocks Psycho und Das Fenster zum Hof sowie zu Michelangelo Antonionis Blow-Up. Der Voyeurismus des Zuschauers werde dabei nicht ausgespart: Nightcrawler mache deutlich, dass auch der passive Betrachter Teil des Systems sei – und somit nicht unschuldig bleibe.

### Auszeichnungen und Nominierungen
A.C.E
- Nominierung in der Kategorie für Bester Filmschnitt – Drama für John Gilroy

AFI Award
- Auszeichnung in der Kategorie Film des Jahres

Austin Film Critics Association
- Auszeichnung in der Kategorie Bester Hauptdarsteller für Jake Gyllenhaal
- Auszeichnung in der Kategorie Bestes Originaldrehbuch für Dan Gilroy
- Auszeichnung in der Kategorie Bester Film für Dan Gilroy

AACTA International Award
- Nominierung in der Kategorie Bester Hauptdarsteller für Jake Gyllenhaal

BAFTA Award
- Nominierung in der Kategorie Bester Hauptdarsteller für Jake Gyllenhaal
- Nominierung in der Kategorie Beste Nebendarstellerin für Rene Russo
- Nominierung in der Kategorie Bestes Originaldrehbuch für Dan Gilroy
- Nominierung in der Kategorie Bester Schnitt für John Gilroy

Boston Society of Film Critics
- Auszeichnung in der Kategorie Bester neuer Filmemacher

Chicago Film Critics Association Award
- Nominierung in der Kategorie Bester Hauptdarsteller für Jake Gyllenhaal
- Nominierung in der Kategorie Vielversprechendster Filmemacher für Dan Gilroy

Critics’ Choice Movie Award
- Nominierung in der Kategorie Bester Film
- Nominierung in der Kategorie Bester Hauptdarsteller für Jake Gyllenhaal
- Nominierung in der Kategorie Bestes Drehbuch für Dan Gilroy

Detroit Film Critics Society
- Nominierung in der Kategorie Bester Hauptdarsteller für Jake Gyllenhaal
- Nominierung in der Kategorie Beste Nebendarstellerin für Rene Russo

Golden Globe Award
- Nominierung in der Kategorie Bester Hauptdarsteller – Drama für Jake Gyllenhaal

Gotham Award
- Nominierung in der Kategorie Breakthrough Director Award für Dan Gilroy
- Nominierung in der Kategorie Breakthrough Actor Award für Riz Ahmed

Independent Spirit Award
- Nominierung in der Kategorie Bester erster Film
- Nominierung in der Kategorie Bester Hauptdarsteller für Jake Gyllenhaal
- Nominierung in der Kategorie Bester Nebendarsteller für Riz Ahmed
- Nominierung in der Kategorie Bestes Drehbuch für Dan Gilroy
- Nominierung in der Kategorie Bester Schnitt für John Gilroy

London Critics’ Circle Film Award
- Nominierung in der Kategorie Bester erster Film
- Nominierung in der Kategorie Bester Hauptdarsteller für Jake Gyllenhaal
- Nominierung in der Kategorie Bester Nebendarsteller für Riz Ahmed
- Nominierung in der Kategorie Bestes Drehbuch für Dan Gilroy

Los Angeles Film Critics Association
- Nominierung in der Kategorie Beste Nebendarstellerin für Rene Russo

National Board of Review
- Nominierung als einer der Top Ten Films

National Society of Film Critics
- Nominierung in der Kategorie Beste Nebendarstellerin für Rene Russo

New York Film Critics Circle Award
- Auszeichnung in der Kategorie Bestes Erstlingswerk für Dan Gilroy

Oscar
- Nominierung in der Kategorie Bestes Originaldrehbuch für Dan Gilroy

Online Film Critics Society Award
- Nominierung in der Kategorie Bester Film
- Nominierung in der Kategorie Bester Hauptdarsteller für Jake Gyllenhaal

Palm Springs International Film Festival
- Auszeichnung für Dan Gilroy

Satellite Award
- Nominierung in der Kategorie Bester Hauptdarsteller für Jake Gyllenhaal
- Nominierung in der Kategorie Bestes Originaldrehbuch für Dan Gilroy

Saturn Award
- Auszeichnung in der Kategorie Beste Nebendarstellerin für Rene Russo
- Nominierung in der Kategorie Bester Hauptdarsteller für Jake Gyllenhaal
- Nominierung in der Kategorie Bester Thriller

Screen Actors Guild Award
- Nominierung in der Kategorie Bester Hauptdarsteller für Jake Gyllenhaal

Stockholm International Film Festival
- Nominierung in der Kategorie Bester Film für Dan Gilroy

Toronto Film Critics Association
- Nominierung in der Kategorie Bester Hauptdarsteller für Jake Gyllenhaal
- Nominierung in der Kategorie Bester Film für Dan Gilroy

Writers Guild of America
- Nominierung in der Kategorie Bestes Originaldrehbuch für Dan Gilroy